# Годзилла (серия комиксов)
«Годзилла» (англ. Godzilla) — серия комиксов, которую в 2012—2013 годах издавала компания IDW Publishing.

## Синопсис
Комикс посвящён одноимённому вымышленному монстру — Годзилле.

### Выпуски
| №  | Дата выхода      | Оценка на Comic Book Roundup    | Предполагаемый объём продаж (первый месяц) |
| -- | ---------------- | ------------------------------- | ------------------------------------------ |
| 1  | 23 мая 2012      | 7,6 из 10 на основе 12 рецензий | 11 994, позиция в Северной Америке — 175   |
| 2  | 20 июня 2012     | 7 из 10 на основе 4 рецензий    | 9 753, позиция в Северной Америке — 176    |
| 3  | 25 июля 2012     | 5 из 10 на основе 2 рецензий    | 9 281, позиция в Северной Америке — 177    |
| 4  | 29 августа 2012  | 6,7 из 10 на основе 6 рецензий  | 8 767, позиция в Северной Америке — 214    |
| 5  | 19 сентября 2012 | 6,2 из 10 на основе 4 рецензий  | 8 597, позиция в Северной Америке — 203    |
| 6  | 31 октября 2012  | 7 из 10 на основе 3 рецензий    | 8 129, позиция в Северной Америке — 218    |
| 7  | 28 ноября 2012   | 5 из 10 на основе 2 рецензий    | 7 688, позиция в Северной Америке — 212    |
| 8  | 9 января 2013    | 8,2 из 10 на основе 3 рецензий  | 7 623, позиция в Северной Америке — 202    |
| 9  | 23 января 2013   | 4,7 из 10 на основе 3 рецензий  | 7 194, позиция в Северной Америке — 211    |
| 10 | 20 февраля 2013  | 8 из 10 на основе 2 рецензий    | 6 992, позиция в Северной Америке — 221    |
| 11 | 17 апреля 2013   | 8,7 из 10 на основе 3 рецензий  | 6 905, позиция в Северной Америке — 236    |
| 12 | 29 мая 2013      | 9 из 10 на основе 1 рецензии    | 6 782, позиция в Северной Америке — 255    |
| 13 | 10 июля 2013     | 8 из 10 на основе 1 рецензии    | 6 741, позиция в Северной Америке — 279    |

### Сборники
| Название         | Тип            | Дата выхода    | Кол-во страниц | ISBN                       | Предполагаемый объём продаж (первый месяц) |
| ---------------- | -------------- | -------------- | -------------- | -------------------------- | ------------------------------------------ |
| Godzilla, Vol. 1 | Мягкая обложка | 27 ноября 2012 | 104            | 978-1613774137, 1613774133 | 1 070, позиция в Северной Америке — 102    |
| Godzilla, Vol. 2 | Мягкая обложка | 2 апреля 2013  | 104            | 978-1613775844, 1613775849 | 745, позиция в Северной Америке — 174      |
| Godzilla, Vol. 3 | Мягкая обложка | 6 августа 2013 | 104            | 978-1613776582, 1613776586 | 739, позиция в Северной Америке — 190      |

## Отзывы
На сайте Comic Book Roundup серия имеет оценку 7 из 10 на основе 46 рецензий. Райан К. Линсди из Comic Book Resources называл первый выпуск «весёлым» и «насыщенным». Роб Макмонигал из Newsarama дал дебюту 8 баллов из 10 и похвалил художника. Четвёртому выпуску он поставил оценку 10 из 10 и снова был доволен работой Саймона Гейна.